# Mike Burton
Pour les articles homonymes, voir Burton.
Michael Jay Burton dit Mike Burton (né le 3 juillet 1947 à Des Moines) est un ancien nageur américain spécialiste des épreuves de demi-fond en nage libre. 

## Biographie
À 13 ans, Mike Burton est renversé par un camion alors qu'il faisait de la bicyclette. Sérieusement blessé à la hanche et à la jambe, il comprend qu'il ne pourra jamais faire du football ou du basket-ball, ses sports préférés. Burton découvre alors la natation, une activité contraignante dans laquelle il s'illustre rapidement.
En août 1966, le nageur bat le premier record du monde de sa carrière sur 1 500 m nage libre. En 1967, il décroche trois médailles individuelles dont une en or aux Jeux panaméricains organisés à Winnipeg. Parallèlement, il améliore à deux reprises la meilleure marque planétaire avant les Jeux olympiques d'été de 1968 qu'il aborde alors en favori. À Mexico, l'Américain s'aligne sur 400 et sur 1 500 m nage libre. Sur la première épreuve, il parvient à se qualifier bien que malade. En finale, Burton domine ses adversaires et remporte la course devant le détenteur du record du monde, le Canadien Ralph Hutton, et le Français Alain Mosconi, relégués tous les deux à plus de trois secondes. Le nageur américain remporte également le 1 500 m, 18 secondes devant son compatriote John Kinsella, l'écart le plus important de l'histoire lors d'une finale olympique.
Quatre ans plus tard à Munich, Burton gagne une nouvelle couronne olympique du 1 500 m en améliorant le record du monde de son compatriote, Rick DeMont. Ce dernier avait été contrôlé positif lors d'un contrôle antidopage et donc disqualifié à l'issue du 400 m disputé quelques jours auparavant. Burton devient ainsi le premier nageur à gagner deux titres olympiques du 1 500 m. 
Sur la distance non-olympique du 800 m nage libre, Mike Burton améliore à deux reprises le record du monde en 1968 et 1969. En 1977, Burton alors retraité est distingué par l'International Swimming Hall of Fame pour intégrer son panthéon des sports aquatiques.

## Palmarès

### Jeux olympiques
- Jeux olympiques de 1968 à Mexico (Mexique) :
  -  Médaille d'or du 400 m nage libre.
  -  Médaille d'or du 1 500 m nage libre.

- Jeux olympiques de 1972 à Munich (Allemagne de l'Ouest) :
  -  Médaille d'or du 1 500 m nage libre.

### Jeux panaméricains
- Jeux panaméricains de 1967 à Winnipeg (Canada) :
  -  Médaille d'or du 1 500 m nage libre.
  -  Médaille de bronze du 400 m nage libre.
  -  Médaille de bronze du 200 m papillon.

### Universiade
- Universiade 1965 à Budapest (Hongrie) :
  -  Médaille de bronze du 1 500 m nage libre.

- Universiade 1967 à Tokyo (Japon) :
  -  Médaille d'or du 1 500 m nage libre.
  -  Médaille d'argent du 400 m nage libre.